# The Pope of Greenwich Village
The Pope of Greenwich Village é um filme de drama dos Estados Unidos de 1984, realizado por Stuart Rosenberg e Michael Cimino.

## Resumo
Charlie (Mickey Rourke) e seu problemático primo Paulie (Eric Roberts) decidem roubar 150 mil dólares a fim de apostar numa corrida de cavalos.
É que Paulie garante que tem uma informação quentíssima do páreo. Mas as consequências desse roubo são terríveis. O dinheiro pertence à máfia e ao corrupto departamento de polícia de Nova Iorque.  

## Elenco
- Mickey Rourke (Charlie)
- Eric Roberts (Paulie)
- Daryl Hannah (Diane)
- Kenneth McMillan (Barney)
- Burt Young (Eddie Grant)
- Jack Kehoe (Walter "Bunky" Ritter)
- Geraldine Page (Mrs. Ritter)
- M. Emmet Walsh (Detetive Burns)
- Tony Musante (Tio Pete)
- Philip Bosco (Pai de Paulie)

## Principais prémios e nomeações
Óscar (EUA)
- Recebeu uma nomeação na categoria de melhor atriz coadjuvante (Geraldine Page).[2]